# Kiehnmoor
Das Kiehnmoor wurde 1992 zum Naturschutzgebiet erklärt. Es befindet sich in der Lüneburger Heide in Niedersachsen und liegt landkreisübergreifend im Bereich dreier Gemeinden: in Wriedel in der Samtgemeinde Bevensen-Ebstorf, in Eimke in der Samtgemeinde Suderburg (beide Landkreis Uelzen) und in Faßberg (Landkreis Celle).
Das Naturschutzgebiet hat eine Größe von 440 Hektar. Davon liegen 340 ha im Landkreis Uelzen und 100 ha im Landkreis Celle. Die unteren Naturschutzbehörden dieser Landkreise sind für das Gebiet zuständig. 

## Beschreibung
Ein großer Teil des Kiehnmoors ist Feuchtgrünland, das teilweise noch extensiv bewirtschaftet wird. Überwiegend wird das Gebiet aber naturbelassen. Eine kleine Sandheidefläche ist in das Naturschutzgebiet einbezogen. Diese grenzt im Süden unmittelbar an die größeren Heideflächen des Naturparks Südheide an. Auf diesen Heideflächen werden noch Heidschnucken gehalten. Nördlich des Kiehnmoores, unmittelbar anschließend, ist die Niederung des teilweise aufgestauten Flusses Gerdau, mit dem Naturschutzgebiet Brambosteler Moor. Hier befindet sich das Quellgebiet der Gerdau, einer der beiden Quellflüsse der Ilmenau. Im Südosten grenzt unmittelbar der Schießplatz Unterlüß der Firma Rheinmetall und die Große Heide bei Unterlüß an, die für die Öffentlichkeit gesperrt sind. Auch im Kiehnmoor besteht absolutes Betretungsverbot. Dieses ganze Gebiet ist sehr abgeschieden. An seltenen Vogelarten hat sich der Kranich und der Schwarzstorch hier angesiedelt. Auch der Fischotter ist hier zu finden.
Mit den naturnahen Waldbeständen (zum Teil Erlen- und Birkenbruchwälder) bildet es, infolge der Abgeschiedenheit und den guten Nahrungs- und Platzbedingungen, einen bedeutenden Lebensraum für das vom Aussterben bedrohte, sehr störungsempfindliche Birkhuhn. Zusammen mit den benachbarten und in großen Teilen übergehenden Bereichen um die Truppenübungsplätze Munster und Bergen, dem Großen Moor bei Becklingen, den Mooren bei Sittensen, dem Ostenholzer Moor und den Meißendorfer Teichen und Bannetzer Moor, beherbergt dieser Raum der Lüneburger Heide den größten zusammenhängenden Birkhuhnbestand des mitteleuropäischen Tieflands.

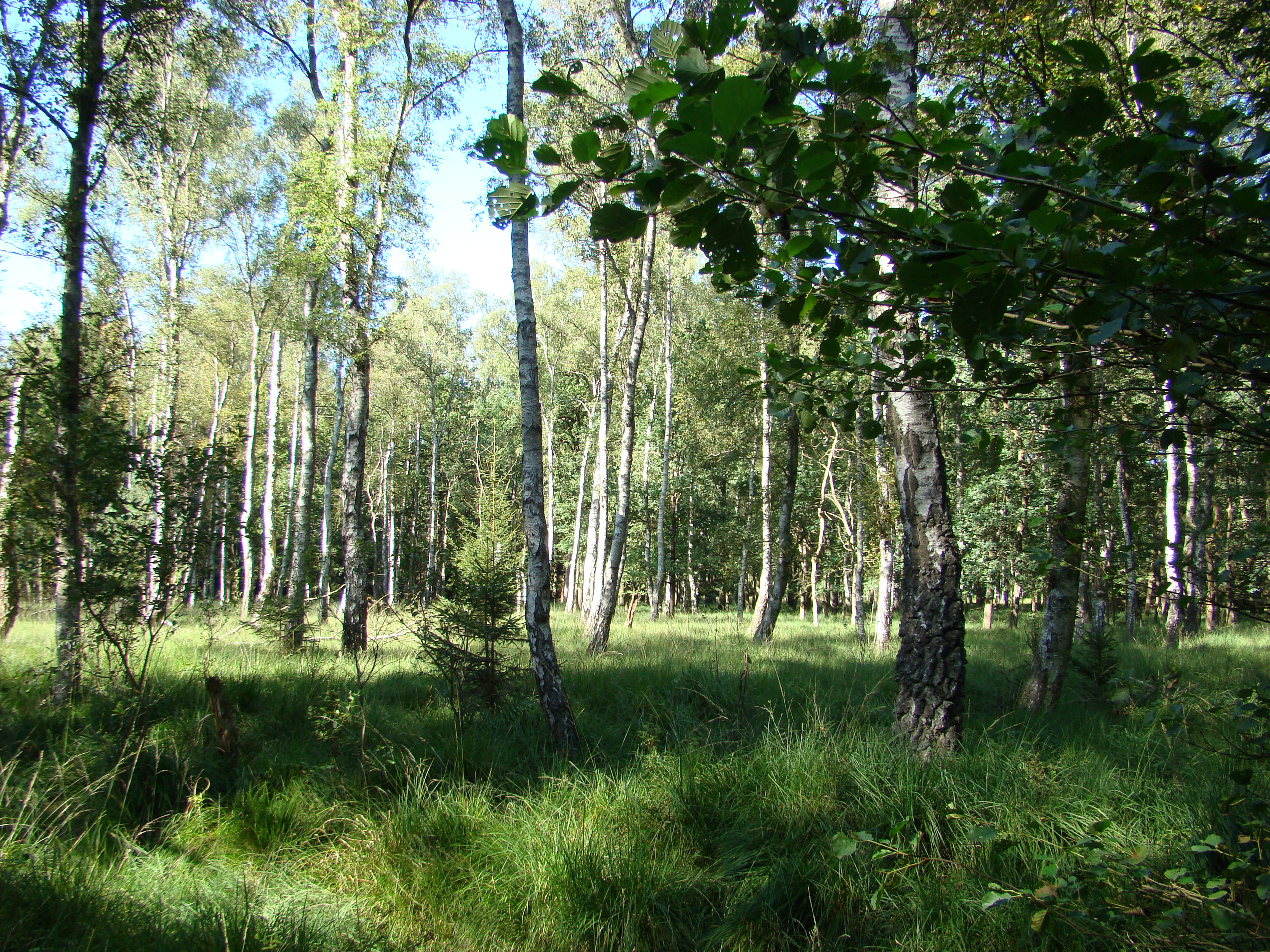
Birkenbruchwald Kiehnmoor/Brambosteler Moor
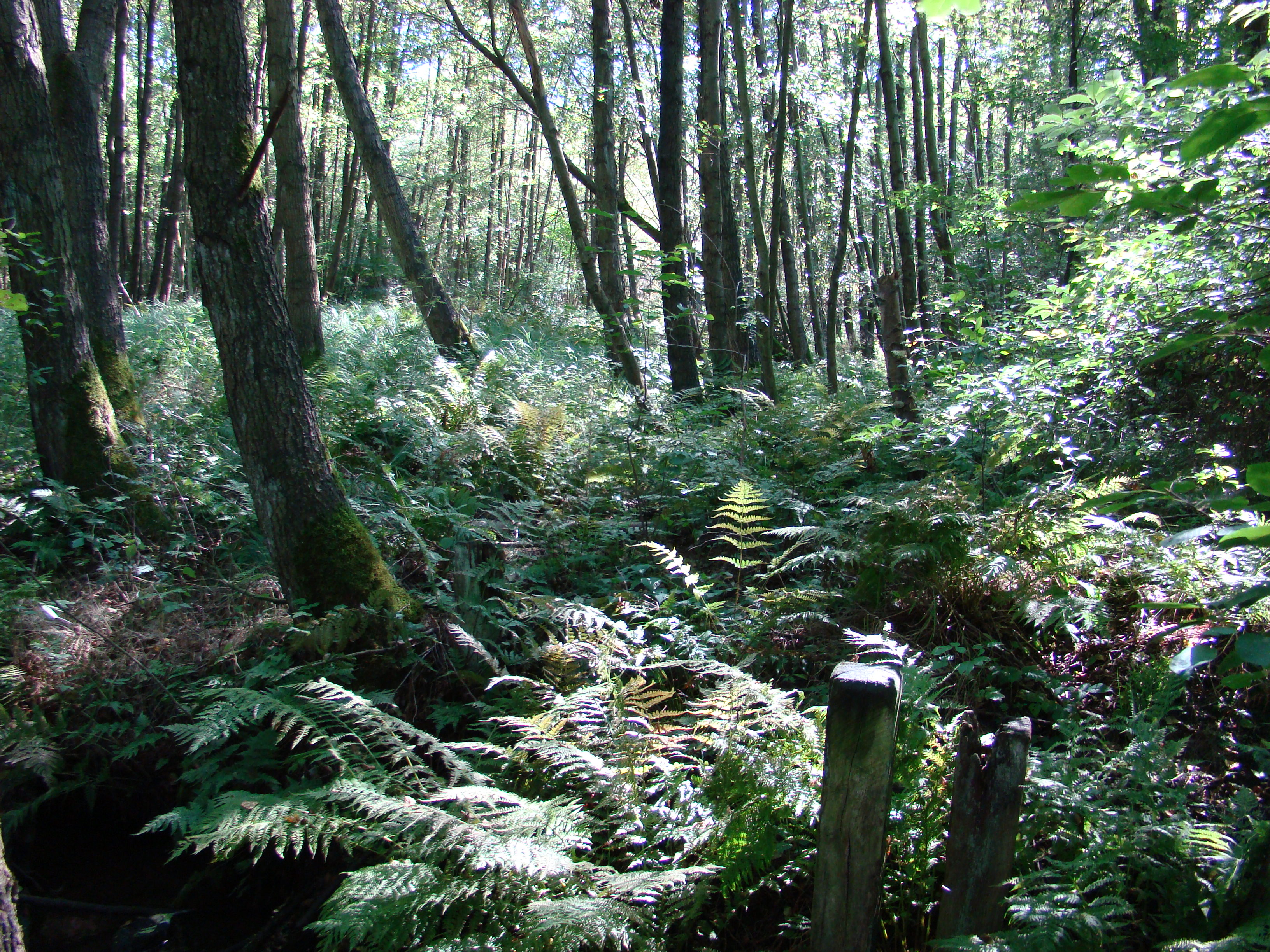
Erlenbruchwald Kiehnmoor/Brambosteler Moor
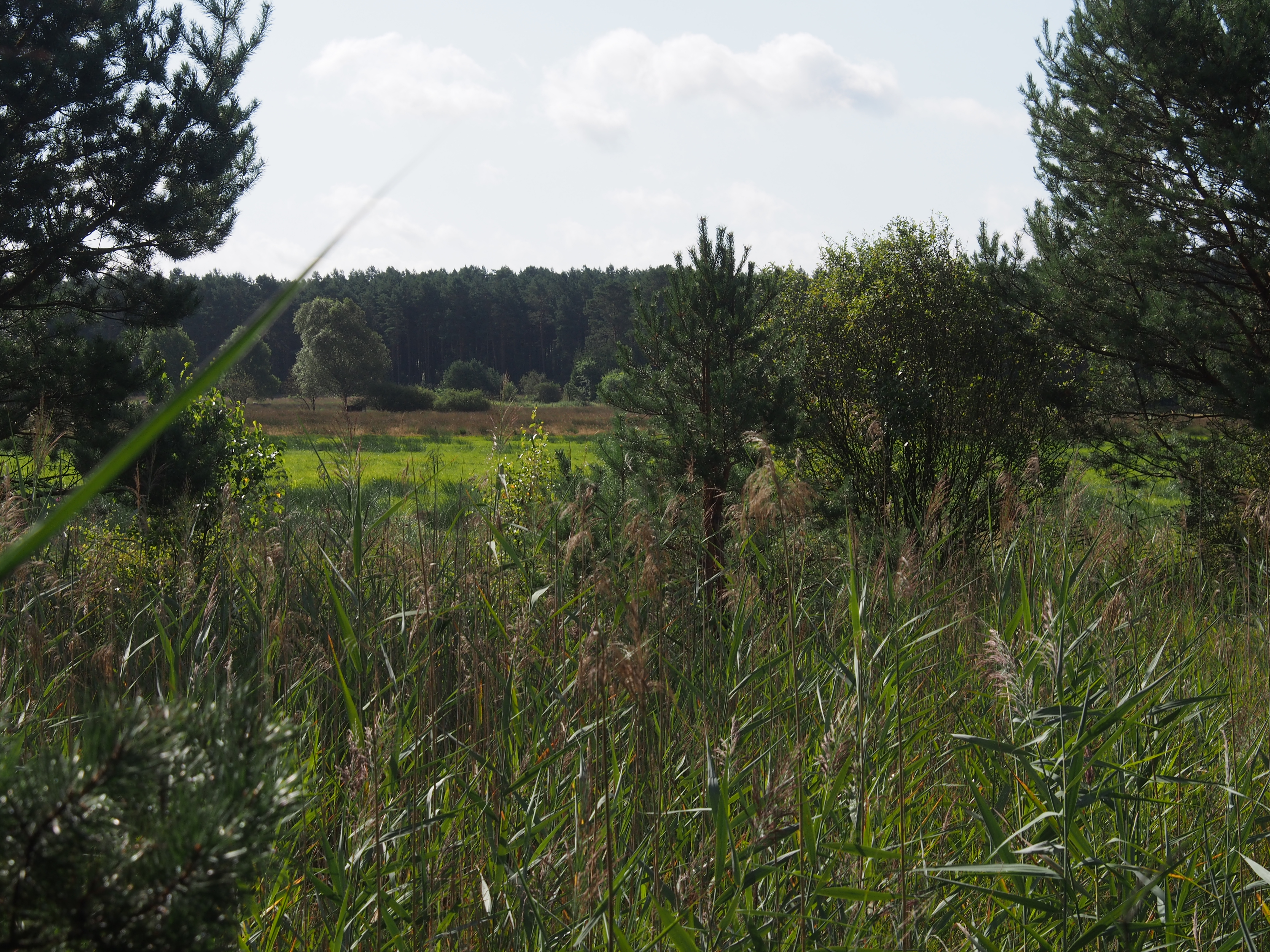
Fläche im Kiehnmoor
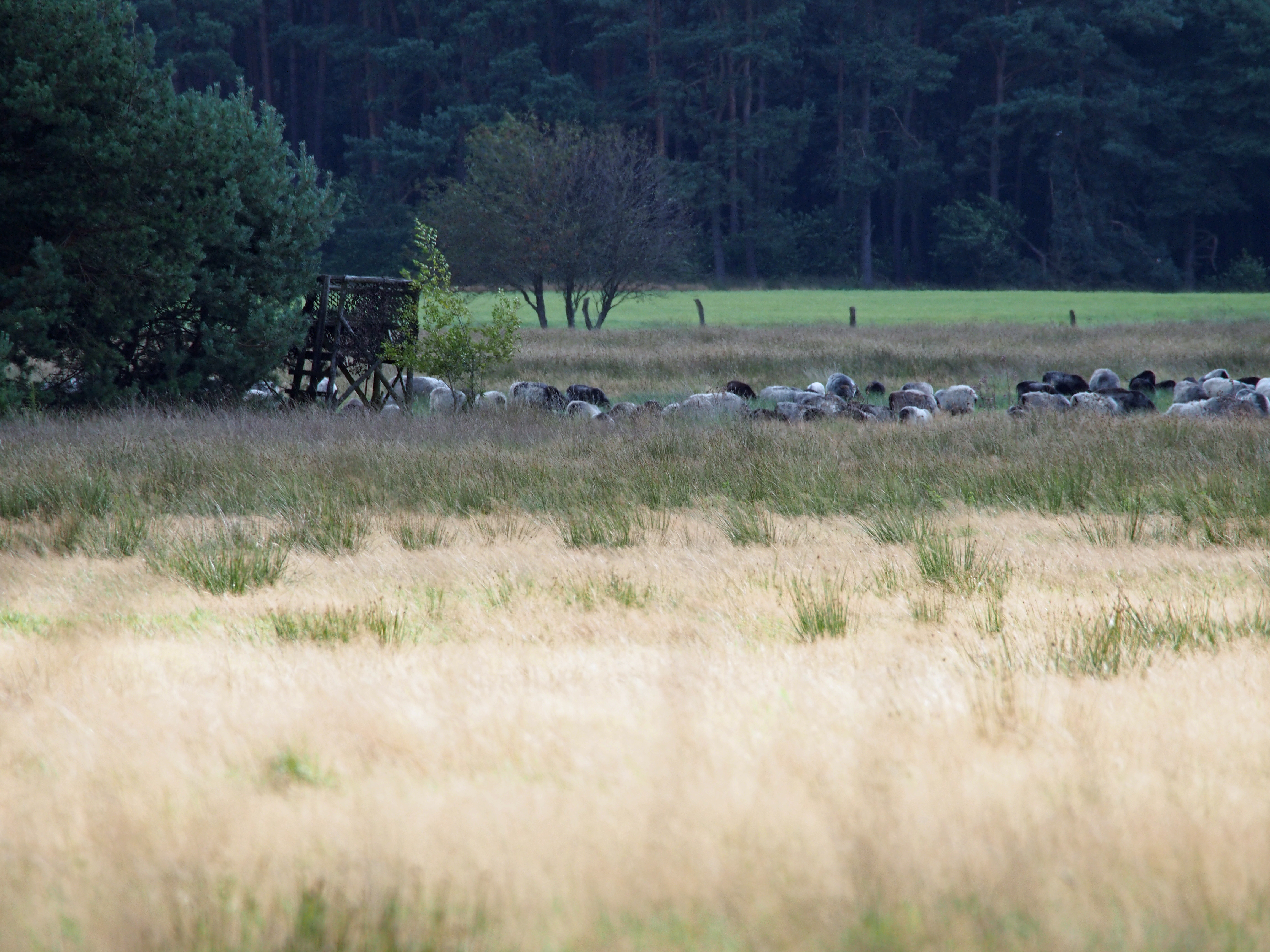
Heidschnucken im Kiehnmoor